# Honda CBF 250
Honda CBF 250 motocykl kategorie naked bike, vyvinutý firmou Honda, vyráběný od roku 2000.
Jednoválcový vzduchem a olejem chlazený čtyřventilový DOHC motor se zdvihovým objemem 249 cm³ je uchycen v příhradovém rámu. Zadní kyvná vidlice je hliníková, zadní tlumič Monoshock, kola litá pětipaprsková. Výška sedla 780 mm, vyhovuje tedy spíše menším motocyklistům.

## Technické parametry
- Rám: trubkový ocelový
- Suchá hmotnost: 138 kg
- Pohotovostní hmotnost: 152 kg
- Maximální rychlost: 152 km/h
- Spotřeba paliva: 3–4 l/100 km